# Khu bảo tồn thiên nhiên An Toàn
Khu bảo tồn thiên nhiên An Toàn được thành lập theo quyết định 580/QĐ-UBND ngày 11 tháng 3 năm 2013 của Ủy ban nhân dân tỉnh Bình Định thuộc hệ thống rừng đặc dụng ở Việt Nam. Khu bảo tồn thiên nhiên được thành lập dựa trên cơ sở chuyển đổi khu rừng bảo vệ cảnh quan An Toàn (thành lập năm 1995) và lâm trường An Sơn.

## Vị trí địa lý
Khu bảo tồn thiên nhiên An Toàn thuộc địa bàn xã An Toàn, huyện An Lão, tỉnh Bình Định. 
Có tọa độ: Vĩ độ: từ 14o21' 57" đến 14o36' 57" và Kinh độ: từ 108o37' 27" đến 108o47' 06". Có vị trí địa lý:
- Phía đông giáp xã An Vinh, An Quang, An Nghĩa, huyện An Lão, và huyện Hoài Ân
- Phía tây giáp Khu bảo tồn thiên nhiên Kon Chư Răng, tỉnh Gia Lai
- Phía nam giáp huyện Vĩnh Thạnh
- Phía bắc giáp tỉnh Quảng Ngãi.

## Diện tích
Tổng diện tích tự nhiên rộng 22.450 ha gồm:
- Phân khu bảo vệ nghiêm ngặt: diện tích 6.097,7 ha.
- Phân khu phục hồi sinh thái: diện tích 16.352,1 ha.

## Đa dạng sinh học
Thành phần thực vật trong khu vực tương đối đa dạng với một số loài cây gỗ có giá trị kinh tế cao như Gõ đỏ, Giáng hương quả to (Pterocarpus macrocarpus).
Trong khu vực còn có một số loài thú có giá trị bảo tồn: loài Chà vá chân xám